# Касымов, Улугбек Бердикабилович
Улугбек Бердикабилович Касымов (узб. Ulugʻbek Berdiqobilovich Qosimov; 22 сентября 1983. 

## Биография
2001-2005 гг. — студент Самаркандского государственного университета.
2005-2006 гг. - Стажёр Денауской районной прокуратуры Сурхандарьинской области.
2006-2007 гг. — помощник прокурора Бандихонского района Сурхандарьинской области.
2007-2010 гг. - следователь прокуратуры Узунского района Сурхандарьинской области.
2010-2011 гг. - прокурор отдела по обеспечению законности в агропромышленном комплексе и защите прав субъектов хозяйствования Сурхандарьинской областной прокуратуры.
2011-2012 гг. — прокурор Управления по защите прав и свобод граждан, общества и государственных интересов Генеральной прокуратуры Республики Узбекистан.
2012-2014 гг. - начальник отдела обеспечения законности в сфере сельского хозяйства и защиты прав субъектов хозяйствования прокуратуры Сурхандарьинской области.
2014-2016 гг. - начальник отдела по надзору за исполнением законодательства в сфере сельского хозяйства прокуратуры Сурхандарьинской области.
2016-2016 гг. - прокурор Кумкурганского района Сурхандарьинской области.
2016-2017 гг. - хоким Музработского района Сурхандарьинской области.
2017-2018 гг. - хоким Денауского района Сурхандарьинской области.
2018-2019 гг. — прокурор Сурхандарьинской области.
2019-2021 гг. — прокурор Ферганской области.
2021-2022 гг. — прокурор г. Ташкента.
С 2022 года временно исполняющий обязанности хокима Сурхандарьинской области.
12 марта 2023 года утверждён на должность хокима Сурхандарьинской области
В 2024 году награждён орденом «Меҳнат шуҳрати».